# Centrale nucléaire de Catawba
La centrale nucléaire de Catawba est située à proximité de la péninsule du lac Wylie, près de York, en Caroline du Sud.

## Description
La centrale de Catawba est équipée de deux réacteurs à eau pressurisée (REP) construits par Westinghouse:
- Catawba 1 : 1129 MWe, MSI en 1985, autorisation jusqu'en 2024 (40 ans)
- Catawba 2 : 1129 MWe, MSI en 1986, autorisation jusqu'en 2026 (40 ans)

NB : MSI= Mise en Service Industrielle

En tant que contributeur du programme de substitution des mégatonnes par des mégawatts, la centrale de Catawba a été l'un des sites retenus pour utiliser du combustible MOX contenant du plutonium provenant des missiles nucléaires militaires. Le programme a conduit à prendre des précautions supplémentaires pour la sécurité du site pour éviter le risque de détournement de ce type de combustible. Dans ce but, pour se protéger, le site a réalisé des douves en béton presque à l'image de ce qui se faisait au Moyen Âge dans les châteaux-forts.

La Caroline du Sud est le 3e producteur d'électricité nucléaire des États-Unis. Le site de Catawba est le plus important de l'État, mais c'est la centrale nucléaire d'Oconee, avec trois réacteurs, qui a la plus importante production électrique de la région Sud-Est des États-Unis. 

Les deux centrales de Catawba et de Oconee sont exploitées par la même compagnie, Duke Energy.